# Stigtomta landskommun
Stigtomta landskommun var en tidigare kommun i Södermanlands län.

## Administrativ historik
Den 1 januari 1863, när kommunalförordningarna började tillämpas, skapades över hela riket cirka 2 500 kommuner, varav 89 städer, 8 köpingar och resten landskommuner. Då inrättades i Stigtomta socken i Jönåkers härad i Södermanland denna kommun.
1952 genomfördes den första av 1900-talets två genomgripande kommunreformer i Sverige. Stigtomta bildade den då "storkommun" genom sammanläggning med de tidigare kommunerna Bärbo, Halla och Nykyrka.
Kommunreformen 1971 innebar att Stigtomta kommun upphörde och dess område tillfördes Nyköpings kommun.

### Kyrklig tillhörighet
I kyrkligt hänseende tillhörde kommunen Stigtomta församling. Den 1 januari 1952 tillkom församlingarna Bärbo, Halla och Nykyrka.

## Kommunvapnet
Blasonering: I sköld av guld två från hörn till hörn gående svarta topografiska tecken för stig.

## Geografi
Stigtomta landskommun omfattade den 1 januari 1952 en areal av 178,87 km², varav 135,82 km² land. Efter nymätningar och arealberäkningar färdiga den 1 januari 1961 omfattade landskommunen samma datum en areal av 180,96 km², varav 137,32 km² land.

### Tätorter i kommunen 1960
I Stigtomta landskommun fanns tätorten Stigtomta, som hade 760 invånare den 1 november 1960. Tätortsgraden i kommunen var då 32,3 procent.

## Politik

### Mandatfördelning i valen 1950-1966
| 20 | 9 | 3 | 3 |

| 31 |

| 18 | 8 | 5 | 4 |

| 30 | 5 |

| 13 | 6 | 2 | 4 |

| 21 | 4 |

| 13 | 7 | 2 | 3 |

| 21 | 4 |

| 12 | 8 | 2 | 3 |

| 19 | 6 |